# Peter Rocca
Peter Rocca est un nageur américain né le 27 juillet 1957 à Oakland (Californie).

## Biographie
Peter Rocca dispute l'épreuve du 100 m dos et du 200 m dos aux Jeux olympiques d'été de 1976 de Montréal et remporte la médaille d'argent à chacune de ces épreuves.